# ریباو
ریباو (به آلمانی: Riebau) یک منطقهٔ مسکونی در آلمان است که در زالتسودل واقع شده‌است. ریباو ۳۰۵ نفر جمعیت دارد.